# Ligue d'improvisation
 (mai 2016).
Si vous disposez d'ouvrages ou d'articles de référence ou si vous connaissez des sites web de qualité traitant du thème abordé ici, merci de compléter l'article en donnant les références utiles à sa vérifiabilité et en les liant à la section « Notes et références ».

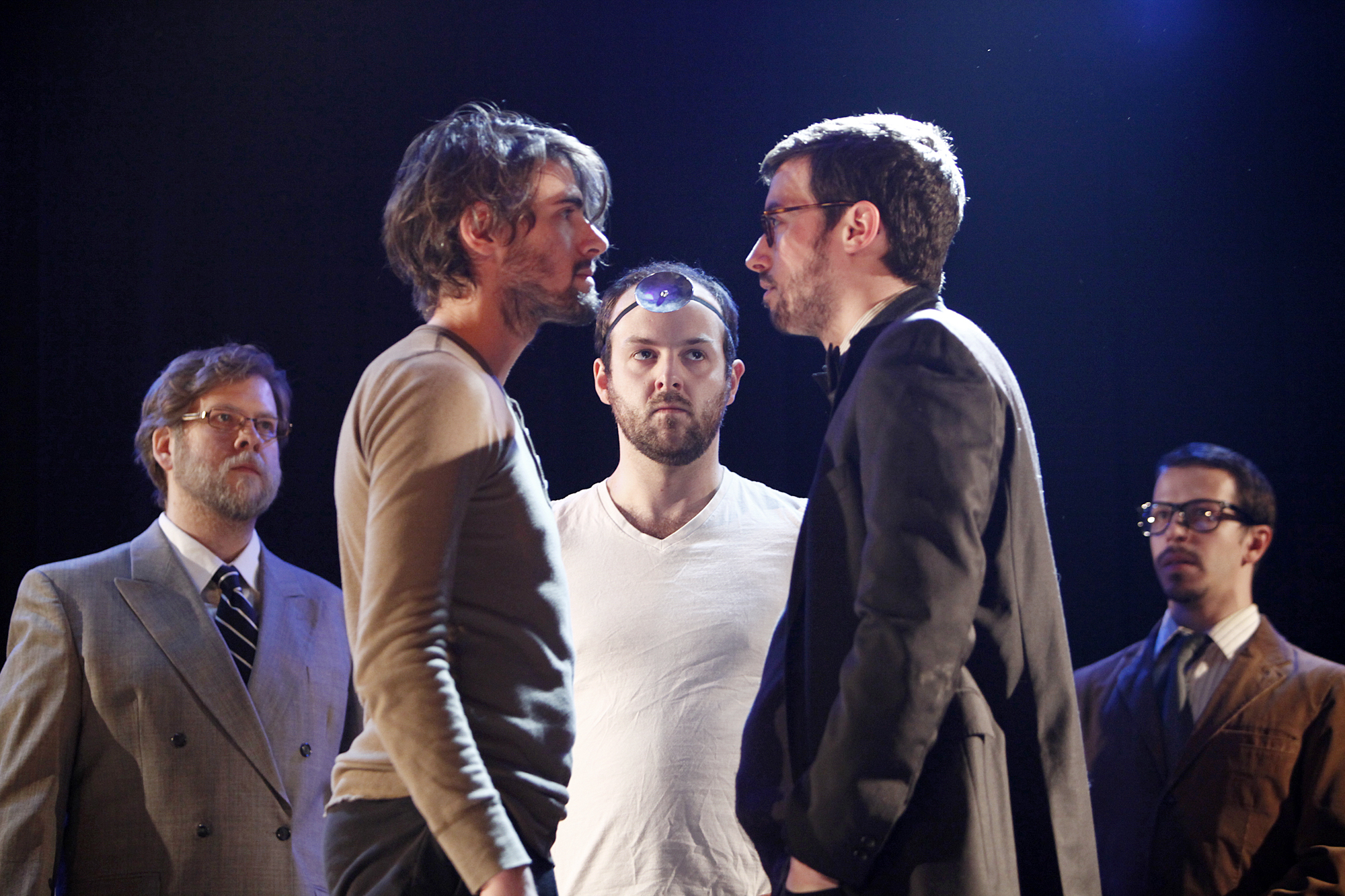
Ligue d'improvisation montréalaise. Didier Lambert, François Gilbert, Martin Boily, Jean-Philippe Durand et Mathieu Bouillon.

Une ligue d'improvisation est une association de comédiens, professionnels ou amateurs, dont l'objet principal est le spectacle dont l'exemple le plus cadré est le match d'improvisation.

## Court historique
La ligue d'improvisation est un phénomène spécifiquement francophone à l'origine. La première ligue, la Ligue nationale d'improvisation, est née au Québec en 1977. Au départ, les Québécois réfléchissaient au problème de la désertion des salles de spectacle classiques au profit des salles de shows sportifs à Montréal. Yvon Leduc et Robert Gravel, deux passionnés de théâtre, réfléchissent alors au moyen de rediriger le public vers les salles de spectacles autres qu'exclusivement sportifs. Ils décident alors de faire une expérience d'un soir : celle qui consiste à hybrider la forme sportive des matchs de hockey (sport national au Canada) à la singularité du théâtre de texte. Le match d'improvisation naissait alors dans la mythique salle du Spectum de Montréal. Croyant proposer une soirée « expérimentale » unique, les deux Québécois restèrent… cois (!) en constatant, lors du tout premier match d'improvisation, l'emballement d'un public qui sembla trouver là une alternative aux programmations par trop classiques (?) des circuits culturels locaux et francophones. Leduc et Gravel décrochent la timbale. La création de la LNI, toute première ligue d'improvisation canadienne, débarquera deux ans plus tard à Paris où elle rencontra une écho enthousiaste de la part d'une poignée de comédiens passionnés français. Ce fut la Cie du Théâtre de l'Unité (Jacques Livchine et son acolyte Hervée Delafond) qui prirent en main la création et la formation de la première Ligue d'improvisation française (LIF) qui démarra dès les années 81 au Théâtre de l'Escalier d'Or (disparu depuis) puis au Bataclan sous la houlette tout aussi passionnée de son directeur Joël Laloux. Ils passèrent ensuite au Cirque d'Hiver de 1990 à 1993. Partie d'un supposé problème pécuniaire du public, la création de la LNI a depuis fait des émules en France, en Belgique, en Suisse et en Italie.

## Les Ligues professionnelles d'improvisation dans le monde

### Au Québec
Le Québec compte un grand nombre de ligues d'improvisation. Celles-ci sont généralement organisées par ville ou par région. La plupart des écoles de niveau secondaire, collégial et universitaire possède une ligue d'improvisation.
- Ligue Nationale d'Improvisation (LNI)
- Lalibaba (Abitibi-Témiscamingue)

### En France
La toute première association de la ligue d'improvisation en France c'est la Ligue d'improvisation française (LIF) est née en 1981 sous l'impulsion, en partie, du Théâtre de l'Unité et de La Compagnie Polygène. La LIF fut la première en France à organiser des spectacles d'improvisation théâtrale, sous forme de matchs.
Après quelques matchs publics en tournée, la première saison régulière eut lieu au Théâtre de l'Escalier d'Or à Paris en 1982. Trois équipes se partageaient le championnat : les Rouges, les Bleus et les Jaunes. La première retransmission télévisée fut celle d'un match France-Québec à Aubervilliers, le 4 décembre 1983.
L'année suivante, la Ligue passe un cap en installant sa patinoire au Bataclan qui, à l'époque, avait une contenance de 800 personnes mais accueillait régulièrement 1 000 voire, en finale, 1 200 personnes.
La Ligue met en place, outre les matchs, des événements comme les premières 24 h de l'impro, 24 heures non-stop d'improvisation. Puis ce sont les premiers mondiaux d'impro à Montréal, en 1985, gagnés par les Québécois avec une équipe française en finale, entrainée par Michel Lopez avec Hervée Delafond, Viviane Marcenaro, Catherine Bœuf, Gérard Surrugue, Omar Kelloua, Pierre Laplace.
La LIF a aussi créé le réseau des « produits dérivés », matchs en entreprise, mini-spectacles, impros en colloque et surtout « les canulars » créés après la fameuse soirée de la centième de Ciel, mon mardi ! de Christophe Dechavanne, le 20 novembre 1990. Les faux invités ce soir là étaient : Lydie Agaesse, Viviane Marcenaro, Séverine Denis, Philippe Lelièvre, Éric Métayer, Christian Sinniger, Gérard Sallaberry, Jean Dulon.
Suivent ensuite le record du monde d'improvisation par des membres de la LIF, les 51 h d'impro non stop, etc.
La Ligue meurt de l'impossibilité de rentabiliser une production, jouant un soir par semaine avec un plateau de 32 personnes.
À côté de la LIF, en 1987 se crée association de la Ligue d'improvisation en France la LIFI (Ligue d'Improvisation française d'Île-de-France), que rejoignent au départ les refusés des matchs de la LIF. Ironie du sort, la LIFI verra arriver une partie des joueuses et joueurs de la LIF quand celle-ci fermera définitivement ses portes en 1993 après quelques années passées au Cirque d'Hiver. Celui-ci est trop grand pour elle malgré un remplissage de plus de 1 000 personnes. D'autres spectacles d'impro naissent de l'expérience de la LIF, entre autres Kamikaze Impro (créé par Jean Daniel Laval, Viviane Marcenaro et Eric Métayer) et Le Cercle des menteurs (imaginé par Christian Sinniger, joué à Paris de décembre 1999 au Bataclan à juin 2009 à la Comédie Bastille. Des spectacles de café-théâtre d'improvisation suivent aujourd'hui le sillon tracé par les comédiens pionniers de la LIF[réf. souhaitée].
Dès les premières années de succès enregistrés au bataclan, des agences événementielles en mal de nouvelles offres pour leurs clients et leurs séminaires et autres colloques à thème, sollicitent les improvisateurs professionnels qu'ils découvrent grâce à la fameuse émission de Christophe Dechavannes La 100e de Ciel, mon mardi ! en 1991. C'est un succès historique télévisuel. L'émission sera ainsi l'occasion d'un des plus marquants canular joué en direct à la télévision française encore peu habituée à la télé réalité et à ses fantaisies annexes. Repérés par un public médusés, la troupe opérant ce soir là sur le plateau sera dès le lendemain sollicitée par pléthore journaux, magazines, émissions branchées pour intervenir, proposer des faux plateaux et autres surprises en faux-vrais. La suite des saisons de matchs qui se produisirent au Cirque d'Hiver n'empêchèrent pas la fin programmée de cette étonnante aventure et ce, pour cause de gestion devenue particulièrement lourde. Les pionniers de la LIF auront eu le temps d'essaimer, chacun selon l'originale et puissante expérience que cet art proposé en match (compétition) leur a appris. Séverine Denis créera le 1er Réseau des improvisateurs professionnels de France, toujours actif en 2016, et poursuit la transmission de ce savoir depuis 25 ans dans le monde de l'entreprise, de l'enseignement créatif et universitaire.

### En Belgique
La Ligue d'improvisation belge Professionnelle (LIB) est la version belge francophone de la discipline du match d'improvisation. Elle a été créée en 1984, à la suite d'une tournée de la LNI en Belgique et suivant l'exemple des jouteurs de la Ligue nationale d'improvisation du Québec. La LIB fut fondée par Michel Scourneau, Alain Stevens et Jonathan Fox avec l'accompagnement de Robert Gravel et Yvon Leduc.
La première représentation a eu lieu le 10 décembre 1984 aux Halles de Schaerbeek. De 1986 à 2000, les matchs se déroulèrent au Mirano Continental. La Ligue a ensuite évolué dans divers théâtres de Bruxelles, avant de s'installer en 1999 au Théâtre Marni à Ixelles. Pour sa saison 2020, la Ligue D'improvisation Belge Professionnelle déménage et donne rendez-vous à ses spectateurs au Cirque Royal.
Depuis sa création, plus de 200 comédiens ont participé aux matchs de la Ligue. Certains grands acteurs belges francophones contemporains sont issus de ses rangs, comme Michel Scourneau, Fanck Monseu, Laurence Bibot, Bruno Bulté, Éric De Staercke, Philippe Résimont, Patrick Ridremont, Olivier Leborgne, Virginie Hocq ou encore Nathalie Uffner.
Les équipes participent aux rencontres et festivals nationaux et internationaux, dont la Coupe du monde d'improvisation.
Les activités de la LIB :
En plus des matchs d'impro, La Ligue d’Improvisation Belge Professionnelle propose aussi des stages d’initiation à l’improvisation pour ados ainsi que des ateliers d’impro pour adultes. Il est possible de commander un spectacle d’improvisation, un match ou encore une intervention des comédiens de La LIB pour son entreprise, son école, etc.
Avec la collaboration de La Ligue d’Impro, Touche Pas à Ma Pote a mis en place des animations de sensibilisation au harcèlement de rue et au sexisme auprès des jeunes. Ces animations consistent à improviser des scènes de harcèlement de rue, de discuter de cela avec les jeunes, de leur demander leur ressenti, de les confronter aux avis différents et de les faire réfléchir à une solution. Ces animations sont différentes en fonction du public évidemment mais elles fonctionnent autant chez les petits que chez les grands.
La Ligue néerlandophone, Belgische Improvisatie Liga (BIL) a été créée en 1989. Elle s’est complétée en 2000 d’une académie de formation pour jeunes comédiens.

### En Suisse
Les Ligues d'improvisation de Suisse romande sont organisées par canton : il en existe dans les cantons de Genève, du Jura, de Neuchâtel, du Valais, de Vaud et de Fribourg.
L'Association Vaudoise des Ligues d’Impro organise des matchs d’improvisation théâtrale selon les règles québécoises dans le canton de Vaud, en Suisse.
Fondée en 1988, après la visite de Robert Gravel et la tenue du Mundial, elle regroupe désormais plus de 800 membres, répartis en trois ligues : les écoliers, les juniors (16-20 ans) et les amateurs (dès 20 ans).
L'association Vaudoise des ligues d'impro organise également un match, qui voit s'affronter des comédiens professionnels, tous les ans aux alentours de Pâques à la vallée de la jeunesse à Lausanne et regroupe en moyenne près de 1 000 spectateurs.
La Ligue d'Improvisation de Neuchâtel est la ligue pour le canton de Neuchâtel, elle est présente à Neuchâtel, au Val de Travers et à la Chaux-de-Fonds.

### En Italie
Le Match d'improvvisazione teatrale est la Ligue d'improvisation italienne. Elle est née en 1989.

### Au Luxembourg
Depuis 1998, la L.I.L. (Ligue d'Improvisation Luxembourgeoise) est leader dans le monde de l’improvisation théâtrale au Luxembourg.
En 2003, création d'une équipe de jouteurs amateurs : les Improtozaures.

### En Argentine
Fondé en 1988, le Match d'Improvisation professionnel en Argentine est réalisé par la L.P.I (Ligue Professionnelle d'Improvisation)

### Dans d'autres pays
Il existe aujourd'hui des ligues d'improvisation théâtrale en Argentine, au Brésil, au Maroc, à Porto Rico et en République tchèque.

## Les Ligues amateur d'improvisation dans le monde

### Au Canada
Le Canada compte un grand nombre de ligues d'improvisation réparties à travers ses provinces. Voici une liste non exhaustive des ligues d'improvisation par province :
Québec :
- Ligue d'impro de Gaspé
- Ligue d'improvisation de Québec
- Ligue d'Improvisation Montréalaise

Nouveau-Brunswick :
- Ligue d'improvisation Chaleur
- Ligue d'improvisation Restigouche
- L'imprevu (Moncton)
- Ligue d'improvisation du Madawask

### En France
- Ligue universitaire d'improvisation de Poitiers (LUDI Poitiers)[2]
- Ligue universitaire d'improvisation de Toulouse (LUDI Toulouse)[3]
- Ligue universitaire d'improvisation d'Île de France (LUDI-IDF)[4]
- Ligue universitaire d'improvisation de Franche-Comté (LUDI-FC)[5]
- Ligue d'improvisation de Touraine amateure (LITa)[6]